# Jaciment arqueològic islàmic d'Almallutx
El jaciment arqueològic islàmic d'Almallutx (pronúncia local: [əwmə'ʎutʃ]) és un jaciment arqueològic d'època islàmica situat a la vall d'Almallutx i inundat d'ençà dels anys setanta per les aigües del Gorg Blau. Es tracta d'una extensió immensa de 16 hectàrees amb estructures de poblament que corresponen a un campament del darrer reducte musulmà durant la Conquesta de Mallorca per part del Rei en Jaume, i que va estar en funcionament del 1230 al 1233, quan els musulmans foren vençuts i el campament dissolt.
La vall d'Almallutx és una zona rica en jaciments i poblada de molt antic; així, ja en època talaiòtica es documenta una presència important, representada pel jaciment arqueològic talaiòtic d'Almallutx, que està format per un poblat i un grup de tres santuaris dispersos. Aquestes estructures foren excavades els anys setanta, en els moments immediatament anteriors a la inundació de la vall.
Aquesta mateixa vall fou justament la que triaren el 1230 per refugiar-se els musulmans que, davant la host cristiana que ja havia pres la ciutat i que es disposava a conquerir tota l'illa, decidiren de resistir abans que rendir-se. Les mateixes cròniques reials assenyalen que inicialment foren uns quinze mil els que fugiren a les muntanyes, liderats per Xuaip; aquests aconseguiren un tracte i es rendiren, però una part es mantengué ferma i es refugià a les muntanyes d'Almallutx, on establiren el campament en una zona inhòspita d'alta muntanya esperant una possible arribada de reforços del nord d'Àfrica; sembla que es tractava d'uns tres mil homes. Resistiren durant tres anys en unes condicions que degueren esser extremes, atès que s'hi han documentat casos de canibalisme; finalment, el 1233 foren derrotats i el campament desmantellat després de patir un incendi. No obstant això, encara es documenten vestigis de possibles reductes de resistents que vivien emboscats fins a la dècada del 1240. A despit de la brevetat de l'ocupació, les estructures són equiparables gairebé a les d'una ciutat, i s'estenen de les cases de la possessió d'Almallutx gairebé fins als santuaris, superposant-se parcialment al poblat talaiòtic. El segle xvi, l'historiador Joan Binimelis dona notícia que les ruïnes de la mesquida del poblat encara eren visibles.
Les excavacions, que començaren el 2011 gràcies a una sequera que deixà descobert bona part del jaciment, s'han desenvolupat a la tardor, quan encara no hi ha hagut les primeres pluges que tornen a tapar el jaciment, al llarg de 2012, 2013 i 2014. A despit que no s'ha intervengut més d'un 1% del total del jaciment, amb l'excavació s'ha pogut constatar l'existència d'un gran entramat urbà amb nombrosos habitatges cremats, una mesquida i el seu mihrab, un cementeri i nombrosos elements de la cultura material, entre els quals les claus de diverses cases, arades, molins de mà i torteres.
A despit de l'interès del jaciment, que permet conèixer les condicions en què visqueren els refugiats musulmans i contrastar els fets coneguts per mitjà de les fonts escrites amb l'evidència arqueològica, el jaciment no ha tengut més finançament que una subvenció de tres anys de la Caixa, i la investigació roman aturada per manca de recursos.